# Сташефф, Кристофер
Кристофер Сташефф (англ. Christopher Stasheff; 15 января 1944 — 10 июня 2018) — американский писатель-фантаст, работавший в жанре фэнтези.

## Биография
Вырос в городе Анн-Арбор. Получил степень доктора философии в области театра в Университете Небраски-Линкольна. Преподавал в Государственном университете Монтклер и в Восточном университете Нью-Мексико. Умер от болезни Паркинсона.

### Чародей (Warlock of Gramarye)
Серия «Чародей Грамарая» (в ранних переводах — Греймари, Грамарий) рассказывает о Роде Гэллоуглассе (настоящее имя Родни Д’Арман), космическом разведчике, который приземляется на планету, заселенную потомками земных эмигрантов, где действует магия — ведьмы, эльфы, проч. Его сопровождает робот Векс (в ранних переводах — Фесс), искусственный интеллект которого помещен в тело огромного чёрного коня.
- Чародей поневоле (The Warlock in Spite of Himself) (1969)
- Возвращение короля Коболда (King Kobold) (1971, переиздание 1984)
- Чародей раскованный (The Warlock Unlocked) (1982)
- Чародей в ярости (The Warlock Enraged) (1985)
- Чародей в скитаниях (The Warlock Wandering) )1986)
- Пропал чародей (The Warlock Is Missing) (1986)
- Чародей как еретик  (The Warlock Heretical) (1987)
- Напарник чародея (The Warlock’s Companion) (1988)
- Odd Warlock Out (omnibus) (1989)
- Чародей безумный (The Warlock Insane) (1989)
- To the Magic Born (omnibus) (1990)
- Камень чародея (The Warlock Rock) (1990)
- Чародей и сын (Warlock and Son) (1991)
- The Warlock Enlarged (omnibus) (1991)
- The Warlock’s Night Out (omnibus) (1991)
- Последний путь чародея (The Warlock’s Last Ride) (2004)

### Волшебник-бродяга (Rogue Wizard)
- В отсутствие чародея (A Wizard in Absentia) (1993)
- Волшебник не в своем уме (A Wizard in Mind) (1995)
- Волшебник в Бедламе (A Wizard in Bedlam) (1979)
- Волшебник на войне (A Wizard in War) (1995)
- Волшебник в мире (A Wizard in Peace) (1996)
- Волшебник в Хаосе (A Wizard in Chaos) (1997)
- Волшебник в Мидгарде (A Wizard in Midgard) (1998)
- Волшебник и узурпатор (A Wizard and a Warlord) (2000)
- Волшебник на пути (A Wizard in the Way) (2000)
- A Wizard in a Feud (2001)

### Наследники чародея
- Леди ведьма  (1994)
- Рыцарь Ртуть  (1995)
- Зачарованный книжник  (1999)
- Здесь водятся чудовища (2001)

### Маг Рифмы
- Маг при дворе Её Величества (1986)
- Маг, связанный клятвой (1993)
- Маг-целитель  (1994)
- Маг-менестрель(1995)
- Мой сын маг  (1997)
- Маг с привидениями  (1999)
- Маг-крестоносец  (2000)
- Маг и кошка  (2000)

### Starship Troupers
- A Company of Stars (1991)
- We Open on Venus (1993)
- A Slight Detour (1994)

### The DDT future continuity
- Saint Vidicon to the Rescue (2005)
- Скорость убегания (Побег) (Escape Velocity) (1983)

### Звездный камень
- The Shaman (1995)
- The Sage (1996)

### Crafters
- The Crafters (1991) (with Bill Fawcett)
- Blessings and Curses (1992)

### Harold Shea (совместно сЛ.Спрэгом де Кампом)
- The Enchanter Reborn (1992)
- The Exotic Enchanter (1995)

### Прочее
- Blood and War (1993)
- The Gods of War (1992)
- War and Honor (with Gordon R. Dickson, David Drake and Chelsea Quinn Yarbro)
- Wing Commander: Расплата (совместно с Уильямом Р. Форстеном) (1994)